# ジェシカ・アギラー
ジェシカ・アギラー（Jessica Aguilar、1982年5月8日 - ）は、メキシコの女性総合格闘家。ベラクルス州ポサ・リカ出身。アメリカ合衆国フロリダ州ココナッツクリーク在住。アメリカン・トップチーム所属。元WSOF女子ストロー級王者。

## 来歴
2006年2月18日、プロデビュー戦で、リサ・エリスと対戦し、チョークスリーパーで一本負け。
2007年2月17日、坂井澄江と対戦し、判定勝利。
2007年8月25日、BodogFightでカリーナ・ダムと対戦し、判定負け。
2010年8月12日、Bellator 24でリン・アルバレスとBellator女子115ポンド級（-52kg）トーナメント1回戦で対戦し、1R肩固めで一本勝ち。
2010年9月30日、Bellator 31でゾイラ・フラウストとBellator女子115ポンド級（-52kg）トーナメント準決勝で対戦し、1-2で判定負け。
2011年6月25日、Bellator 46でカーラ・エスパルザと対戦し、2-1で判定勝利。
2011年11月19日、Bellator 58で約6年ぶりにリサ・エリスと再戦し、判定勝ちでリベンジを果たす。
2012年5月18日、Bellator 69で藤井恵と対戦し、判定勝利。
2013年3月28日、Bellator 94でパトリシア・ヴィドニックと対戦し、2-1で判定勝利。
2013年10月5日、VTJ 3rdで藤井恵と再戦。アギラーの偶発的なサミングによって藤井の右目が大きく腫れたため試合続行不可能となり、2R終了2-0の負傷判定で勝利となった。

### WSOF
2014年1月18日、WSOF 8でアリダ・グレイと初代WSOF女子ストロー級王座決定戦で対戦し、1R肩固めで一本勝ちを収め、王座獲得に成功した。
2014年6月21日、WSOF 10で藤野恵実と女子ストロー級王座防衛戦で対戦し5R判定勝利を収め、王座の初防衛に成功した。
2014年11月15日、WSOF 15の女子ストロー級タイトルマッチでカリンドラ・ファリアと対戦し、3-0の判定勝ちを収め2度目の防衛に成功した。

### UFC
2015年8月1日、UFC初参戦となったUFC 190で女子ストロー級1位ランキングのクラウディア・ガデーリャと対戦し、0-3の判定負けを喫した。
2016年5月、UFCファイトパスで配信されている「Titan FC」の女子部門のマッチメーカーに就任した。
2017年5月13日、2017年5月13日、UFC 211でコートニー・ケイシーと対戦し判定負け。しかし、対戦相手のケイシーがドーピング検査でテストステロンの濃度比率がテキサス州アスレチックコミッションの違反となる4：1を上回る5.4：1まで上昇していたことが分かり失格。無効試合となった。それに対して、UFCのドーピング検査の責任者ジェフ・ノビツキーは、「既定値を上回ったからといって検査失格とするのは間違い。USADAの抜き打ち検査でもケイシーのテストステロン濃度比の上昇は何度かあったが禁止薬物の使用によるものかは分からない」いうメールをコミッションへ送り、さらにWADA認定分析機関での同位体比質量分析 (IRMS)では、ケイシーのBサンプルが陰性だったことを元に処分撤回を求めた。その後、6月29日にコミッションはケイシーの処分を撤回し、試合結果をケイシーの判定勝ちに差し戻した。
2018年7月14日、UFC Fight Night: dos Santos vs. Ivanovでジョディ・エスキベルと対戦し、3R判定勝ち。

### RIZIN
2022年7月31日、RIZIN.37のスーパーアトム級ワールドグランプリ1回戦で浜崎朱加と対戦し、1Rに三日月蹴りで効かされてパンチでダウンを奪われるなど劣勢となり、0-3の判定負けを喫し1回戦敗退となった。

## 戦績
| 総合格闘技 戦績 | 総合格闘技 戦績 | 総合格闘技 戦績 | 総合格闘技 戦績 | 総合格闘技 戦績 | 総合格闘技 戦績 | 総合格闘技 戦績 |
| --------------- | --------------- | --------------- | --------------- | --------------- | --------------- | --------------- |
| 30 試合         | (T)KO           | 一本            | 判定            | その他          | 引き分け        | 無効試合        |
| 20 勝           | 2               | 8               | 10              | 0               | 0               | 0               |
| 10 敗           | 0               | 2               | 8               | 0               | 0               | 0               |

| 勝敗 | 対戦相手                 | 試合結果                         | 大会名                                                          | 開催年月日     |
| ×    | 浜崎朱加                 | 5分3R終了 判定0-3                | RIZIN.37 【RIZIN女子スーパーアトム級ワールドグランプリ1回戦】   | 2022年7月31日  |
| ×    | ダニエル・テイラー       | 5分3R終了 判定1-2                | XFC 43                                                          | 2020年11月11日 |
| ×    | マリナ・ロドリゲス       | 5分3R終了 判定0-3                | UFC on ESPN 2: Barboza vs. Gaethje                              | 2019年3月30日  |
| ×    | ジャン・ウェイリー       | 1R 3:41 腕ひしぎ十字固め         | UFC Fight Night: Blaydes vs. Ngannou 2                          | 2018年11月24日 |
| ○    | ジョディ・エスキベル     | 5分3R終了 判定3-0                | UFC Fight Night: dos Santos vs. Ivanov                          | 2018年7月14日  |
| ×    | コートニー・ケイシー     | 5分3R終了 判定0-3                | UFC 211: Miocic vs. dos Santos 2                                | 2017年5月13日  |
| ×    | クラウディア・ガデーリャ | 5分3R終了 判定0-3                | UFC 190: Rousey vs. Correia                                     | 2015年8月1日   |
| ○    | カリンドラ・ファリア     | 5分5R終了 判定3-0                | WSOF 15: Branch vs. Okami 【WSOF女子ストロー級タイトルマッチ】  | 2014年11月15日 |
| ○    | 藤野恵実                 | 5分5R終了 判定3-0                | WSOF 10: Branch vs. Taylor 【WSOF女子ストロー級タイトルマッチ】 | 2014年6月21日  |
| ○    | アリダ・グレイ           | 1R 2:45 肩固め                   | WSOF 8: Gaethje vs. Patishnock 【WSOF女子ストロー級王座決定戦】 | 2014年1月18日  |
| ○    | 藤井惠                   | 2R終了時 負傷判定2-0             | VTJ 3rd                                                         | 2013年10月5日  |
| ○    | パトリシア・ヴィドニック | 5分3R終了 判定2-1                | Bellator 94                                                     | 2013年3月28日  |
| ○    | 藤井惠                   | 5分3R終了 判定3-0                | Bellator 69                                                     | 2012年5月18日  |
| ○    | パトリシア・ヴィドニック | 5分3R終了 判定3-0                | Fight Time Promotions 8                                         | 2012年2月17日  |
| ○    | リサ・エリス             | 5分3R終了 判定3-0                | Bellator 58                                                     | 2011年11月19日 |
| ○    | カーラ・エスパルザ       | 5分3R終了 判定2-1                | Bellator 46                                                     | 2011年6月25日  |
| ○    | エルシー・アンリ         | 1R 1:22 腕ひしぎ十字固め         | G-Force Fights: Bad Blood 4                                     | 2010年11月18日 |
| ×    | ゾイラ・フラウスト       | 5分3R終了 判定1-2                | Bellator 31 【女子115ポンド級トーナメント準決勝】               | 2010年9月30日  |
| ○    | リン・アルバレス         | 1R 4:01 肩固め                   | Bellator 24 【女子115ポンド級トーナメント1回戦】                | 2010年8月12日  |
| ○    | キャティア・ビクトリア   | 1R 4:17 TKO（パンチ）            | Action Fight League: Rock-N-Rumble 3                            | 2010年6月4日   |
| ○    | ヴァレリー・クールボー   | 2R 3:28 三角絞め                 | Action Fight League: Rock-N-Rumble 2                            | 2010年3月5日   |
| ○    | アマンダ・デュバル       | 2R 1:32 肩固め                   | Unconquered 1: November Reign                                   | 2009年11月20日 |
| ×    | アンジェラ・マガーニャ   | 3分3R終了 判定0-2                | HOOKnSHOOT: GFight 2009 Grand Prix                              | 2009年1月16日  |
| ○    | アンジェラ・マガーニャ   | 3R 1:53 レフェリーストップ       | WFC 6: Battle in the Bay                                        | 2008年3月22日  |
| ×    | カリーナ・ダム           | 5分3R終了 判定0-3                | BodogFight: Vancouver                                           | 2007年8月25日  |
| ○    | アンジェラ・マガーニャ   | 1R 3:09 腕ひしぎ十字固め         | WFC 3: Turf Wars                                                | 2007年4月7日   |
| ○    | 坂井澄江                 | 5分3R終了 判定3-0                | Combat Fighting Championship 3                                  | 2007年2月17日  |
| ○    | タメラ・アーノルド       | 2R 4:40 フロントチョーク         | Combat Fighting Championship 2                                  | 2006年9月23日  |
| ○    | リンジー・ケッチャム     | 1R終了時 TKO（コーナーストップ） | Combat Fighting Championship 1                                  | 2006年7月15日  |
| ×    | リサ・ワード             | 2R 2:53 チョークスリーパー       | Absolute Fighting Championships 15                              | 2006年2月18日  |

## 獲得タイトル
- 第2回FILAグラップリング世界選手権 ノーギ55kg級 優勝（2009年）
- 第3回FILAグラップリング世界選手権 ノーギ59kg級 優勝（2010年）
- 初代WSOF女子ストロー級王座（2014年）

## 表彰
- ブラジリアン柔術 茶帯